# Sport-Club Freiburg 2022-2023
Questa voce raccoglie le informazioni riguardanti il Sport-Club Freiburg  nelle competizioni ufficiali della stagione 2022-2023.

## Divise e sponsor
| Casa | Trasferta | Terza Divisa |

## Rosa
Aggiornata al 21 aprile 2023 
| N. |                     | Ruolo | Calciatore           |
| -- | ------------------- | ----- | -------------------- |
| 1  | Germania (bandiera) | P     | Benjamin Uphoff      |
| 3  | Austria (bandiera)  | D     | Philipp Lienhart     |
| 5  | Germania (bandiera) | D     | Manuel Gulde         |
| 7  | Francia (bandiera)  | D     | Jonathan Schmid      |
| 8  | Germania (bandiera) | C     | Maximilian Eggestein |
| 9  | Germania (bandiera) | A     | Lucas Höler          |
| 11 | Ghana (bandiera)    | C     | Daniel-Kofi Kyereh   |
| 14 | Germania (bandiera) | C     | Yannik Keitel        |
| 17 | Germania (bandiera) | D     | Lukas Kübler         |
| 18 | Germania (bandiera) | A     | Nils Petersen        |
| 20 | Germania (bandiera) | A     | Kevin Schade         |
| 21 | Germania (bandiera) | P     | Noah Atubolu         |
| 22 | Ungheria (bandiera) | C     | Roland Sallai        |
| 23 | Germania (bandiera) | C     | Robert Wagner        |

| N. |                          | Ruolo | Calciatore                  |
| -- | ------------------------ | ----- | --------------------------- |
| 24 | Germania (bandiera)      | D     | Kimberly Ezekwem            |
| 25 | Francia (bandiera)       | D     | Kiliann Sildillia           |
| 26 | Paesi Bassi (bandiera)   | P     | Mark Flekken                |
| 27 | Germania (bandiera)      | C     | Nicolas Höfler              |
| 28 | Germania (bandiera)      | D     | Matthias Ginter             |
| 29 | Corea del Sud (bandiera) | A     | Jeong Woo-yeong             |
| 30 | Germania (bandiera)      | D     | Christian Günter (capitano) |
| 31 | Germania (bandiera)      | D     | Keven Schlotterbeck         |
| 32 | Italia (bandiera)        | C     | Vincenzo Grifo              |
| 33 | Germania (bandiera)      | C     | Noah Weißhaupt              |
| 34 | Germania (bandiera)      | C     | Merlin Röhl                 |
| 35 | Germania (bandiera)      | D     | Kenneth Schmidt             |
| 38 | Austria (bandiera)       | A     | Michael Gregoritsch         |
| 42 | Giappone (bandiera)      | C     | Ritsu Dōan                  |
| 45 | Svizzera (bandiera)      | P     | Nishan Burkart              |

## Calciomercato

### Sessione estiva
| Acquisti         | Acquisti            | Acquisti            | Acquisti                   |
| R.               | Nome                | da                  | Modalità                   |
| ---------------- | ------------------- | ------------------- | -------------------------- |
| A                | Ritsu Dōan          | PSV                 | definitivo (8,5 milioni €) |
| C                | Daniel-Kofi Kyereh  | St. Pauli           | definitivo (4,5 milioni €) |
| C                | Merlin Röhl         | Ingolstadt 04       | definitivo (2,9 milioni €) |
| D                | Matthias Ginter     | Borussia M'gladbach | gratuito                   |
| D                | Michael Gregoritsch | Augusta             | gratuito                   |
| C                | Robert Wagner       | Friburgo II         | gratuito                   |
| Altre operazioni |                     |                     |                            |
| R.               | Nome                | da                  | Modalità                   |
| D                | Luca Itter          | Greuther Fürth      | fine prestito              |
| P                | Niclas Thiede       | Verl                | fine prestito              |

| Cessioni | Cessioni           | Cessioni          | Cessioni                  |
| R.       | Nome               | da                | Modalità                  |
| -------- | ------------------ | ----------------- | ------------------------- |
| D        | Nico Schlotterbeck | Borussia Dortmund | definitivo (20 milioni €) |
| D        | Luca Itter         | Greuther Fürth    | definitivo (300 mil €)    |
| A        | Nishan Burkart     | Winterthur        | prestito (25 mila €)      |
| A        | Ermedin Demirović  | Augusta           | gratuito                  |
| C        | Janik Haberer      | Union Berlino     | gratuito                  |
| P        | Niclas Thiede      | Verl              | gratuito                  |

### Sessione invernale
| Acquisti | Acquisti        | Acquisti    | Acquisti |
| R.       | Nome            | da          | Modalità |
| -------- | --------------- | ----------- | -------- |
| D        | Kenneth Schmidt | Friburgo II | n.d.     |

| Cessioni | Cessioni            | Cessioni      | Cessioni               |
| R.       | Nome                | da            | Modalità               |
| -------- | ------------------- | ------------- | ---------------------- |
| A        | Kevin Schade        | Brentford     | prestito (1 milione €) |
| D        | Keven Schlotterbeck | Bochum        | prestito               |
| D        | Hugo Siquet         | Cercle Bruges | prestito               |

## Risultati

### Bundesliga

#### Girone di andata
| Arbitro: | Dankert |

|  |           |                                               |
|  | Marcatori | 39’ Gregoritsch 48’ Grifo 61’ Ginter 78’ Dōan |

| Arbitro: | Welz |

|                 |           |                                        |
| Gregoritsch 35’ | Marcatori | 77’ Bynoe-Gittens 84’ Moukoko 88’ Wolf |

| Arbitro: | Brych |

|  |           |           |
|  | Marcatori | 11’ Grifo |

| Arbitro: | Fritz |

|           |           |  |
| Grifo 48’ | Marcatori |  |

| Arbitro: | Stegemann |

|                         |           |                                     |
| Demirbay 16’ Schick 65’ | Marcatori | 48’ Ginter 50’ Gregoritsch 71’ Dōan |

| Friburgo in Brisgovia 11 settembre 2022, ore 17:30 CEST 6ª giornata | Friburgo | 0 – 0 referto | Borussia M'gladbach | Europa-Park Stadion (33 000 spett.)\| Arbitro: \| Stieler \| |
| Arbitro:                                                            | Stieler  |               |                     |                                                              |

| Sinsheim 18 settembre 2022, ore 19:30 CEST 7ª giornata | Hoffenheim | 0 – 0 referto | Friburgo | Rhein-Neckar-Arena (24 233 spett.)\| Arbitro: \| Aytekin \| |
| Arbitro:                                               | Aytekin    |               |          |                                                             |

| Arbitro: | Jablonski |

|                           |           |               |
| Gregoritsch 3’ Kyereh 37’ | Marcatori | 52’ A. Martín |

| Arbitro: | Jablonski |

|                                 |           |            |
| Lukebakio 34’ (rig.) Serdar 61’ | Marcatori | 22’ Kyereh |

| Arbitro: | Stegemann |

|                                                             |           |  |
| Gnabry 13’ Choupo-Moting 33’ Sané 52’ Mané 55’ Sabizter 80’ | Marcatori |  |

| Arbitro: | Dankert |

|                             |           |  |
| Kübler 56’ Grifo 80’ (rig.) | Marcatori |  |

| Arbitro: | Dingert |

|  |           |                         |
|  | Marcatori | 45+1’, 61’ (rig.) Grifo |

| Arbitro: | Badstübner |

|                           |           |  |
| Jeong 52’ Gregoritsch 64’ | Marcatori |  |

| Arbitro: | Osmers |

|                                            |           |            |
| Simakan 54’ Nkunku 45’ Forsberg 78’ (rig.) | Marcatori | 66’ Kübler |

| Arbitro: | Aytekin |

|                                                   |           |                   |
| Grifo 4’ (rig.), 6’, 20’ (rig.) Gregoritsch 45+1’ | Marcatori | 84’ (rig.) Michel |

| Arbitro: | Zwayer |

|                                                                        |           |  |
| Wimmer 1’ Wind 28’, 37’ Gerhardt 56’ Baku 80’ Waldschmidt 90+4’ (rig.) | Marcatori |  |

| Arbitro: | Aytekin |

|            |           |                |
| Ginter 47’ | Marcatori | 42’ Kolo Muani |

#### Girone di ritorno
| Arbitro: | Dingert |

|                                        |           |                |
| Gregoritsch 13’ Höler 30’ Lienhart 37’ | Marcatori | 29’ M. Berisha |

| Arbitro: | Schröder |

|                                                               |           |           |
| Schlotterbeck 25’ Adeyemi 48’ Haller 51’ Brandt 69’ Reyna 82’ | Marcatori | 45’ Höler |

| Arbitro: | Stegmann |

|                              |           |             |
| Grifo 60’ (rig.), 84’ (rig.) | Marcatori | 29’ Führich |

| Arbitro: | Zwayer |

|  |           |                           |
|  | Marcatori | 39’ Gregoritsch 51’ Höler |

| Arbitro: | Siebert |

|           |           |            |
| Grifo 29’ | Marcatori | 67’ Azmoun |

| Mönchengladbach 4 marzo 2023, ore 18:30 CET 23ª giornata | Borussia M'gladbach | 0 – 0 referto | Friburgo | Borussia-Park (53 014 spett.)\| Arbitro: \| Brand \| |
| Arbitro:                                                 | Brand               |               |          |                                                      |

| Arbitro: | Osmers |

|                       |           |             |
| Eggestein 5’ Dōan 89’ | Marcatori | 49’ Stiller |

| Arbitro: | Dankert |

|               |           |          |
| Onisiwo 90+6’ | Marcatori | 55’ Dōan |

| Arbitro: | Jablonski |

|           |           |             |
| Grifo 52’ | Marcatori | 77’ Ngankam |

| Arbitro: | Siebert |

|  |           |             |
|  | Marcatori | 51’ de Ligt |

| Arbitro: | Badstübner |

|             |           |                         |
| Philipp 46’ | Marcatori | 66’ R. Sallai 71’ Höler |

| Arbitro: | Hartmann |

|                                          |           |  |
| Gregoritsch 7’, 35’ Höler 52’ Ginter 82’ | Marcatori |  |

| Arbitro: | Reichel |

|  |           |          |
|  | Marcatori | 54’ Dōan |

| Arbitro: | Welz (Wiesbaden) |

|  |           |           |
|  | Marcatori | 73’ Kampl |

| Arbitro: | Fritz |

|                                         |           |                            |
| Behrens 5’ Becker 36’, 38’ Laïdouni 80’ | Marcatori | 56’ Gulde 60’ (rig.) Grifo |

| Arbitro: | Dankert (Rostock) |

|                         |           |  |
| Günter 71’ Petersen 75’ | Marcatori |  |

| Arbitro: | Deniz Aytekin (Oberasbach) |

|                             |           |           |
| Kolo Muani 83’ Ebimbe 90+1’ | Marcatori | 44’ Grifo |

### DFB-Pokal
| Arbitro: | Jablonski |

|            |           |                         |
| Ritter 33’ | Marcatori | 82’ R. Sallai 111’ Dōan |

| Arbitro: | Brych |

|                               |           |              |
| Ginter 90+3’ Gregoritsch 119’ | Marcatori | 42’ Daschner |

| Arbitro: | Fritz |

|  |           |                             |
|  | Marcatori | 87’ Lienhart 90+5’ Petersen |

| Arbitro: | Osmers |

|               |           |                               |
| Upamecano 19’ | Marcatori | 27’ Höfler 90+5’ (rig.) Höler |

| Arbitro: | Jablonski |

|                 |           |                                                                 |
| Gregoritsch 75’ | Marcatori | 13’ Olmo 14’ Henrichs 37’, 90+7’ (rig.) Szoboszlai 45+1’ Nkunku |

### UEFA Europa League

#### Fase a gironi
| Arbitro: | Erik Lambrechts |

|                          |           |             |
| Grifo 7’ (rig.) Dōan 15’ | Marcatori | 39’ Vešović |

| Arbitro: | Matej Jug |

|  |           |                                |
|  | Marcatori | 5’ Höfler 25’, 52’ Gregoritsch |

| Arbitro: | Glenn Nyberg |

|                      |           |  |
| Kyereh 48’ Grifo 72’ | Marcatori |  |

| Arbitro: | Horațiu Feșnic |

|  |           |                                                 |
|  | Marcatori | 26’ Kübler 71’ Gregoritsch 82’ Schade 87’ Jeong |

| Arbitro: | Kristo Tohver |

|              |           |              |
| Kübler 90+3’ | Marcatori | 17’ El-Arabi |

| Arbitro: | Aljaksej Kul'bakoŭ |

|             |           |                     |
| Owusu 90+2’ | Marcatori | 25’ (rig.) Petersen |

#### Fase ad eliminazione diretta
| Arbitro: | Anastasios Sidīropoulos |

|              |           |  |
| Di María 53’ | Marcatori |  |

| Arbitro: | Serdar Gözübüyük |

|  |           |                                  |
|  | Marcatori | 45’ (rig.) Vlahović 90+5’ Chiesa |

## Statistiche
Statistiche aggiornate al 27 maggio 2023.
| Competizione      | Punti            | In casa | In casa | In casa | In casa | In casa | In casa | In trasferta | In trasferta | In trasferta | In trasferta | In trasferta | In trasferta | Totale | Totale | Totale | Totale | Totale | Totale | DR  |
| Competizione      | Punti            | G       | V       | N       | P       | Gf      | Gs      | G            | V            | N            | P            | Gf           | Gs           | G      | V      | N      | P      | Gf     | Gs     | DR  |
| ----------------- | ---------------- | ------- | ------- | ------- | ------- | ------- | ------- | ------------ | ------------ | ------------ | ------------ | ------------ | ------------ | ------ | ------ | ------ | ------ | ------ | ------ | --- |
| Bundesliga        | 59               | 17      | 10      | 4       | 3       | 28      | 13      | 17           | 7            | 4            | 6            | 23           | 31           | 34     | 17     | 8      | 9      | 51     | 44     | +7  |
| Coppa di Germania | Semifinalista    | 2       | 1       | 0       | 1       | 3       | 6       | 3            | 3            | 0            | 0            | 6            | 2            | 5      | 4      | 0      | 1      | 9      | 8      | +1  |
| Europa League     | Ottavi di finale | 4       | 2       | 1       | 1       | 5       | 4       | 4            | 2            | 1            | 1            | 8            | 2            | 8      | 4      | 2      | 2      | 13     | 6      | +7  |
| Totale            | -                | 23      | 13      | 5       | 5       | 36      | 23      | 24           | 12           | 5            | 7            | 37           | 35           | 47     | 25     | 10     | 12     | 73     | 58     | +15 |

### Andamento in campionato
| Giornata  | 1 | 2 | 3 | 4 | 5 | 6 | 7 | 8 | 9 | 10 | 11 | 12 | 13 | 14 | 15 | 16 | 17 | 18 | 19 | 20 | 21 | 22 | 23 | 24 | 25 | 26 | 27 | 28 | 29 | 30 | 31 | 32 | 33 | 34 |
| --------- | - | - | - | - | - | - | - | - | - | -- | -- | -- | -- | -- | -- | -- | -- | -- | -- | -- | -- | -- | -- | -- | -- | -- | -- | -- | -- | -- | -- | -- | -- | -- |
| Luogo     | T | C | T | C | T | C | T | C | T | T  | C  | T  | C  | T  | C  | T  | C  | C  | T  | C  | T  | C  | T  | C  | T  | C  | C  | T  | C  | T  | C  | T  | C  | T  |
| Risultato | V | P | V | V | V | N | N | V | N | P  | V  | V  | V  | P  | V  | P  | N  | V  | P  | V  | V  | N  | N  | V  | N  | N  | P  | V  | V  | V  | P  | P  | V  | P  |
| Posizione | 2 | 7 | 5 | 3 | 1 | 2 | 3 | 2 | 2 | 3  | 3  | 3  | 2  | 3  | 2  | 4  | 6  | 5  | 6  | 4  | 4  | 5  | 5  | 5  | 4  | 4  | 5  | 5  | 4  | 4  | 5  | 5  | 5  | 5  |

Legenda:

Luogo: C = Casa; T = Trasferta. Risultato: V = Vittoria; N = Pareggio; P = Sconfitta.